# 钦叔阳
欽叔陽（?—?），一作钦叔扬，字愚公，明朝南直隶苏州府吴县（今属江苏）人。
钦拱极之孙。生卒年不詳。少年补县学生，中年改國子監，博学于文，尤精史學。不得志於科舉，七试应天不售。万历二十九年（1601年），苏州有监税，朝廷任由太监孫隆搜括，激起民變，叔阳作《税官谣》记之。与张大复等人交好。万历三十三年与张大复、朱鹭、姚希孟会于昆山梅花草堂。卒年四十七。